# 金敬爱
金敬爱（韩语： Gim Gyeongae，1994年1月21日—），韩国女子冰壶运动员，2017年亚洲冬季运动会女子银牌得主、2018年冬季奥运会女子银牌得主、2022年世界女子锦标赛银牌得主、2025年亚洲冬季运动会混合双人银牌得主。